# Lista de futebolistas não nascidos na Rússia convocados para a Seleção Russa
Este artigo traz uma Lista com os futebolistas que não nasceram na Rússia, mas foram convocados para a Seleção nacional.

## Nacionalidade por jogador
| País           | Número | Jogador |
| -------------- | ------ | --- |
| Azerbaijão     | 1      | Vladislav Lemish (1992) |
| Bielorrússia   | 1      | Sergey Gorlukovich (1993–1996) |
| Brasil         | 3      | Ari (2018) Mário Fernandes (2017–2021) Guilherme (2016–) |
| Estónia        | 1      | Valeriy Karpin (1992–2003) |
| Geórgia        | 3      | Bakhva Tedeyev (1993–1994) Omari Tetradze (1992–2002) Akhrik Tsveiba (1997) |
| Cazaquistão    | 1      | Vladimir Niederhaus (1994) |
| Quirguistão    | 1      | Ilzat Akhmetov (2019–) |
| Letônia        | 1      | Anton Zabolotny (2017–) |
| Tajiquistão    | 3      | Sergey Mandreko (1994) Mukhsin Mukhamadiev (1995) Rashid Rakhimov (1994–1995) |
| Turquemenistão | 1      | Rolan Gusev (2000–2005) |
| Ucrânia        | 19     | Grigori Bogemsky (1913) Yevgeniy Aldonin (2002–2007) Artyom Bezrodny (1999) Viktor Budyanskiy (2007) Igor Dobrovolski (1992–1998) Oleksandr Horshkov (1998) Andrei Kanchelskis (1992–1998) Andrey Karyaka (2001–2005) Vladimir Lebed (1995) Roman Neustädter (2016–) Yuri Nikiforov (1993–2002) Gennadiy Nizhegorodov (2000–2003) Viktor Onopko (1992–2004) Sergey Podpaly (1992–1994) Sergey Semak (1997–2010) Vladislav Ternavskiy (1994–1996) Ilya Tsymbalar (1994–1999) Sergey Yuran (1992–1999) Anton Shvets (2018–) |
| Uzbequistão    | 2      | Valery Kechinov (1994–1998) Andrey Pyatnitskiy (1993–1995) |